# Campeonato Europeu de Futebol de 1976
O Campeonato Europeu de Futebol de 1976 foi realizado na Iugoslávia. Sendo esta a 5ª edição do Campeonato Europeu de Futebol. O torneio final foi realizado entre 16 e 20 de junho de 1976.
Neste torneio apenas quatro países poderiam jogar a fase final do torneio, o que significava que havia apenas as meias-finais, a final e a disputa pelo terceiro lugar. Este foi o último torneio de ter esse formato, tendo sido o torneio expandido para incluir oito equipas quatro anos mais tarde. Foi a primeira e única vez que todos os quatro jogos da final do torneio foram decididos após o tempo extra. Este também foi o último torneio em que os anfitriões tiveram que jogar na fase de qualificação para chegar à fase final.

## Estádios
| \| Zagreb Belgrado \|    |
| Belgrado                 |
| Estádio Estrela Vermelha |
| Capacidade: 54,000       |
|                          |
| Zagrebe                  |
| Estádio Maksimir         |
| Capacidade: 45,000       |
|                          |
| Zagreb Belgrado          |

## Fase de qualificação

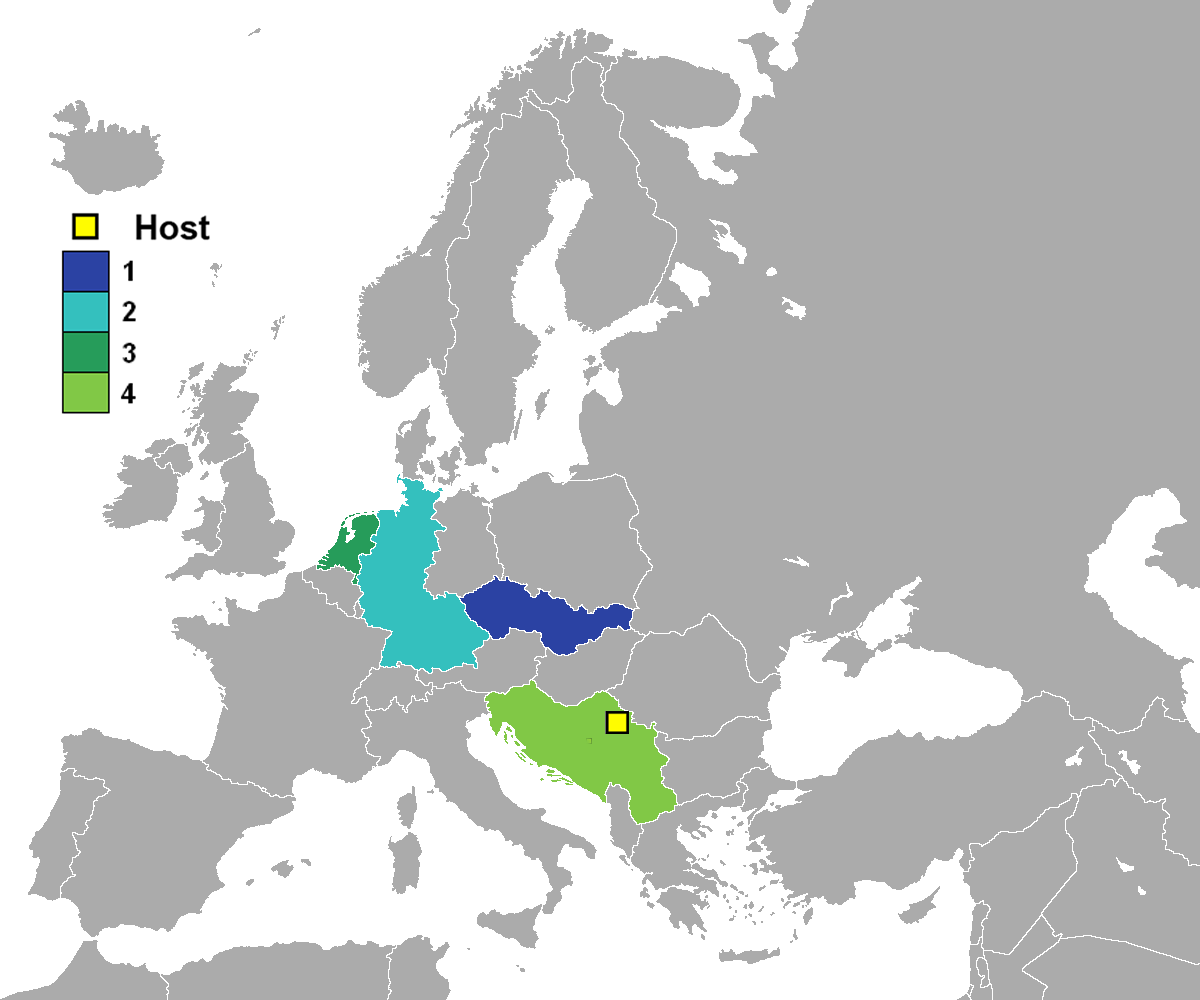
Euro 1976 - finalistas

A fase de grupos da fase de qualificação foi jogada entre 1974 e 1975, e em 1976 a fase de  quartos-de-final. 
Portugal foi eliminado pela Checoslováquia na fase de qualificação com 5-0 em Praga e 1-1 nas Antas.
Havia oito grupos de quatro equipas cada. Apenas os vencedores grupo poderão qualificar para os quartos-de-final. Os quartos-de-finais foram jogados em duas partidas. Os vencedores dos quartos-de-final passaram para a final do torneio.
- Tchecoslováquia
- Países Baixos
- Alemanha Ocidental
- Iugoslávia

## Torneio final
|  | Semifinais                | Semifinais             |       |                      | Final                  | Final |  |
|  |                           |                        |       |                      |                        |       |  |
|  | 16 de junho – Zagreb      |                        |       |                      |                        |       |  |
|  | Países Baixos             | 1                      |       |                      |                        |       |  |
|  | Tchecoslováquia (a.p.)    | 3                      |       |                      |                        |       |  |
|  |                           |                        |       |                      |                        |       |  |
|  |                           |                        |       |                      | 20 de junho – Belgrado |       |  |
|  |                           |                        |       |                      | Tchecoslováquia (g.p.) | 2 (5) |  |
|  |                           | Alemanha Ocidental     | 2 (3) |                      |                        |       |  |
|  |                           |                        |       |                      |                        |       |  |
|  |                           |                        |       |                      |                        |       |  |
|  |                           |                        |       |                      | Terceiro lugar         |       |  |
|  | 17 de junho - Belgrado    | 17 de junho - Belgrado |       | 19 de junho - Zagreb | 19 de junho - Zagreb   |       |  |
|  | Iugoslávia                | 2                      |       | Países Baixos (a.p.) | 3                      |       |  |
|  | Alemanha Ocidental (a.p.) | 4                      |       |                      | Iugoslávia             | 2     |  |

### Semi-finais
| 16 de junho de 1976 | Tchecoslováquia                        | 3 – 1 (a.p.) | Países Baixos     | Estádio Maksimir, Zagreb |
| 20:15               | Ondruš 19' · Nehoda 114' · Veselý 118' | Relatório    | Ondruš 77' (p.b.) | Árbitro: Clive Thomas    |

| 17 de junho de 1976 | Iugoslávia                | 2 – 4 (a.p.) | Alemanha Ocidental               | Estádio Estrela Vermelha, Belgrado |
| 20:15               | Popivoda 19' · Džajić 30' | Relatório    | Flohe 64' · Müller 82' 115' 119' | Árbitro: Alfred Delcourt           |

### Terceiro lugar
| 19 de junho de 1976 | Países Baixos                       | 3 – 2 (a.p.) | Iugoslávia                  | Estádio Maksimir, Zagreb     |
| 20:15               | Geels 27' 107' · van de Kerkhof 39' | Relatório    | Katalinski 43' · Džajić 82' | Árbitro: Walter Hungerbühler |

### Final
| 20 de junho de 1976 | Tchecoslováquia         | 2 – 2 (a.p.) | Alemanha Ocidental          | Estádio Estrela Vermelha, Belgrado      |
| 20:15               | Svehlik 8' · Dobiaš 25' | Relatório    | Müller 28' · Hölzenbein 89' | Público: 30,790 Árbitro: Sergio Gonella |

|                                      |     | Penalidades                  |  |
| Masny Nehoda Ondruš Jurkemik Panenka | 5–3 | Bonhof Flohe Bongartz Hoeneß |  |

| Tchecos lováquia | Alemanha Ocidental |

## Premiações

### Campeões
| Campeonato Europeu de Futebol de 1976 |
| ------------------------------------- |
| TCHECOSLOVÁQUIA Campeão (1º título)   |

### Melhores do torneio
De acordo com a UEFA, os melhores jogadores do Euro 1976 foram:
| Guarda-Redes | Defesas                                               | Médios                                                      | Avançados                   |
| ------------ | ----------------------------------------------------- | ----------------------------------------------------------- | --------------------------- |
| Ivo Viktor   | Ján Pivarník Anton Ondruš Franz Beckenbauer Ruud Krol | Rainer Bonhof Jaroslav Pollák Antonín Panenka Dragan Džajić | Zdeněk Nehoda Dieter Müller |

## Melhores marcadores
4 golos
- Dieter Müller

2 golos
- Dragan Džajić
- Ruud Geels